# Давлеканово (станция)
Давлека́ново (баш. МФА: Дәүләкәно файле — железнодорожная станция Куйбышевской железной дороги на электрифицированной линии Уфа — Абдулино, расположена в городе Давлеканово Республики Башкортостан.

## История
Станция открыта в 1888 году в связи со строительством Самаро-Златоустовской железной дороги. Вокруг возник пристанционный посёлок Давлеканово, который стал городом и районным центром.

## Дальнее сообщение

### Круглогодичное движение поездов
| № поезда          | Маршрут движения       | № поезда          | Маршрут движения       |
| ----------------- | ---------------------- | ----------------- | ---------------------- |
| 11                | Владивосток — Самара   | 12                | Самара — Владивосток   |
| 13 «Южный Урал»   | Челябинск — Москва     | 14 «Южный Урал»   | Москва — Челябинск     |
| 39 «Башкортостан» | Уфа — Москва           | 40 «Башкортостан» | Москва — Уфа           |
| 87                | Нижневартовск — Самара | 88                | Самара — Нижневартовск |
| 101               | Нижневартовск — Пенза  | 102               | Пенза — Нижневартовск  |

## Деятельность
- продажа пассажирских билетов;
- приём и выдача повагонных отправок грузов, допускаемых к хранению на открытых площадках станций;
- приём и выдача повагонных отправок грузов, требующих хранения в крытых складах станций;
- приём и выдача грузов в универсальных контейнерах массой брутто 3,3 (5) и 5,5 (6) тонн на станциях[2];